# Pseudohygrohypnum purpurascens
Pseudohygrohypnum purpurascens là một loài Rêu trong họ Amblystegiaceae. Loài này được (Broth.) Kanda miêu tả khoa học đầu tiên năm 1976.